# 고요이 고난
고요이 고난(일본어: 小宵 こなん, 1999년 4월 2일~)는 일본 AV여배우이다.
2023년 5월에 발표된 아사히 예능「2023 현역 AV여배우 SEXY 총선거」 제15위를 기록했다.